# Leon Griffin
Leon Griffin es un deportista australiano que compitió en duatlón. Ganó una medalla de oro en el Campeonato Mundial de Duatlón de 2006.

## Palmarés internacional
| Campeonato Mundial | Campeonato Mundial     | Campeonato Mundial | Campeonato Mundial |
| Año                | Lugar                  | Medalla            | Prueba             |
| ------------------ | ---------------------- | ------------------ | ------------------ |
| 2006               | Corner Brook ( Canadá) | Medalla de oro     | Individual         |